# Hindustan Motors
A Hindustan Motors é uma fabricante indiana de automóveis. Atualmente fabrica pequenos caminhões e automóveis da japonesa Mitsubishi Motors. Mas a partir de 2018 irá produzir carros Peugeot/Citroën/Opel/Vauxhall já que foi comprada pelo Grupo PSA

## História[1]

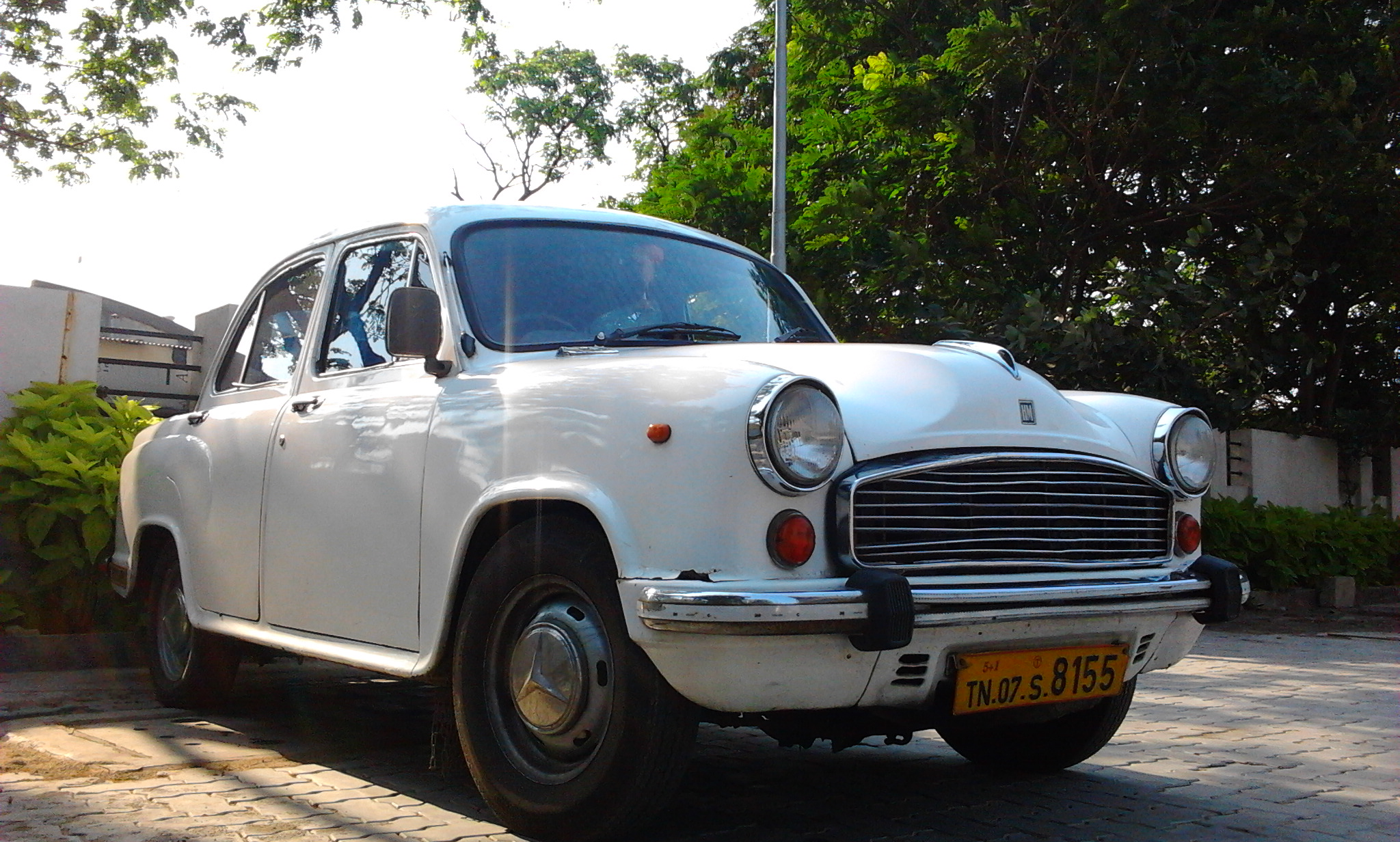
Hindustan Ambassador modelo 2003

A Hindustan foi fundada por B.M. Birla pouco antes da independência da Índia, em 1947, em Port Okha, estado de Gujarat.
Em 1948, transferiu o parque industrial para Uttarpara, cidade próxima a Kolkata, capital do estado de Bengala Ocidental. É a única planta automobilística integrada (fábrica e prédio administrativo, o Birla Building) da Índia.
Começou a produzir em 1948 o icônico automóvel Ambassador, baseado na plataforma do Morris Oxford III, encerrando sua produção apenas em 2014, fazendo desse automóvel um dos mais longevos em produção no mundo.
Além da planta de Kolkata, possui fábricas em Pithampur, Madhya Pradesh (próximo a Indore) e Thiruvallur, Tamil Nadu, próximo a Chennai.
Na década de 1990, assinou joint-venture com a General Motors para a venda de automóveis da Opel e caminhões da Isuzu em território indiano, sendo comprada pela GM em 1999. 
Em 2008 assinou outra joint-venture com a Mitsubishi para a produção e venda de automóveis da japonesa na planta de Thiruvallur.